# Basismodelle des Unterrichts
Die Basismodelle des Unterrichts stellen einen Ansatz dar zur Unterrichtsplanung, der sich an den Lernzielen orientiert. Entwickelt wurde dieser Ansatz durch den Erziehungswissenschaftler Fritz Oser an der Universität Freiburg (Schweiz).

## Überblick
Den Ausgangspunkt für die Überlegungen zu den Basismodellen bilden die individuellen Lernschritte der Lernenden, die als Voraussetzung zur Erreichung der jeweiligen Lernziele angesehen werden und die absolut notwendigen, feststehenden Ketten von geistigen Operationen, die zur Erreichung der Lernziele erforderlich sind. Die jeweiligen Lernziele können dabei beispielsweise Faktenwissen, Konzeptwissen oder Strategiewissen sein. Es sollen also feststehende Abfolgen von Lernschritten definiert werden, die erforderlich sind, um zu einem Lernziel zu gelangen. Diese definierten Abfolgen von Lernschritten sollen, nach Oser, sachlich richtig eingehalten werden und jeder Lernschritt von jedem Lernenden nachvollzogen werden, um entsprechend hilfreiche Wissensstrukturen dabei aufzubauen. Andernfalls muss damit gerechnet werden, dass zerbrochenes und unvollständiges Wissen aufgebaut wird.

### Kombinationen von Basismodellen
Im Unterricht wird allerdings nicht jeweils nur ein bestimmtes Lernziel angestrebt, sondern in der Regel mehrere. Beispielsweise kann es sinnvoll erscheinen beim Strategielernen auf Begriffe und Konzepte aufzubauen. In diesem Fall kann ein Basismodell in die Abfolge von Lernschritten eines anderen Basismodells eingeschoben werden. In der praktischen Anwendung kommt es bei solchen Kombinationen wenig zu Widersprüchlichkeiten, da viele Lernschritte in mehreren Basismodellen vorkommen. Entscheidend ist lediglich, dass die grundlegenden Lernschritte des entsprechenden Basismodells realisiert werden, damit es bei den Lernenden zu den entscheidenden geistigen Operationen kommt, um das Lernziel zu erreichen. Vielmehr sollen solche Kombinationen die Wirksamkeit sogar erhöhen, weil die Zugangsvielfalt erhöht wird oder die Vertiefung, durch die Erarbeitung weiterer Inhalte, ermöglicht wird. Außerdem sollen die eingeschobenen Basismodelle eine klärende Hilfsfunktion erfüllen.

## Die einzelnen Basismodelle in der Übersicht
Hier die definierten Basismodelle mit ihren einzelnen Lernschritten:
| Nr. | Name des Basismodells                                | Zieltyp des Lernens                                               |
| --- | ---------------------------------------------------- | ----------------------------------------------------------------- |
| 1a  | Lernen durch Eigenerfahrung                          | Aneignung von Erfahrungswissen                                    |
| 1b  | Entdeckendes Lernen                                  | Generalisierendes Lernen durch Suchprozesse in der Wirklichkeit   |
| 2   | Entwicklungsförderndes / strukturveränderndes Lernen | Transformation von Tiefenstrukturen                               |
| 3   | Problemlösen                                         | Lernen durch Versuch und Irrtum                                   |
| 4a  | Begriffsbildung                                      | Aufbau von erinnerbaren Fakten, von zu verstehenden Sachverhalten |
| 4b  | Konzeptbildung                                       | Aufbau von vernetztem Wissen                                      |
| 5   | Betrachtendes Lernen                                 | Meditative Versenkung                                             |
| 6   | Lernen von Strategien                                | Lernen lernen (Metalernen)                                        |
| 7   | Routinebildung und Training von Fertigkeiten         | Automatisierung                                                   |
| 8   | Motilitätsmodell                                     | Transformation affektiver Erregung                                |
| 9a  | Soziales Lernen                                      | Bindungsentwicklung durch sozialen Verhaltensaustausch            |
| 9b  | Lernen durch realistischen Diskurs                   | Kompromissfindung durch Austausch                                 |
| 10  | Wert- und Identitätsaufbau                           | Wertwandel, Wertklärung, Wertschaffung                            |
| 11  | Hypertextlernen                                      | Konstruktion und Erstellung von eigenständigen Vernetzungen       |
| 12  | Verhandeln lernen                                    | Herstellen von Konsens in verschiedenen Situationen des Lebens    |